# Chiesa di San Pietro Apostolo in Campovalano
La chiesa di San Pietro è un edificio religioso che si trova a Campovalano, frazione di Campli, in provincia di Teramo.

## Storia

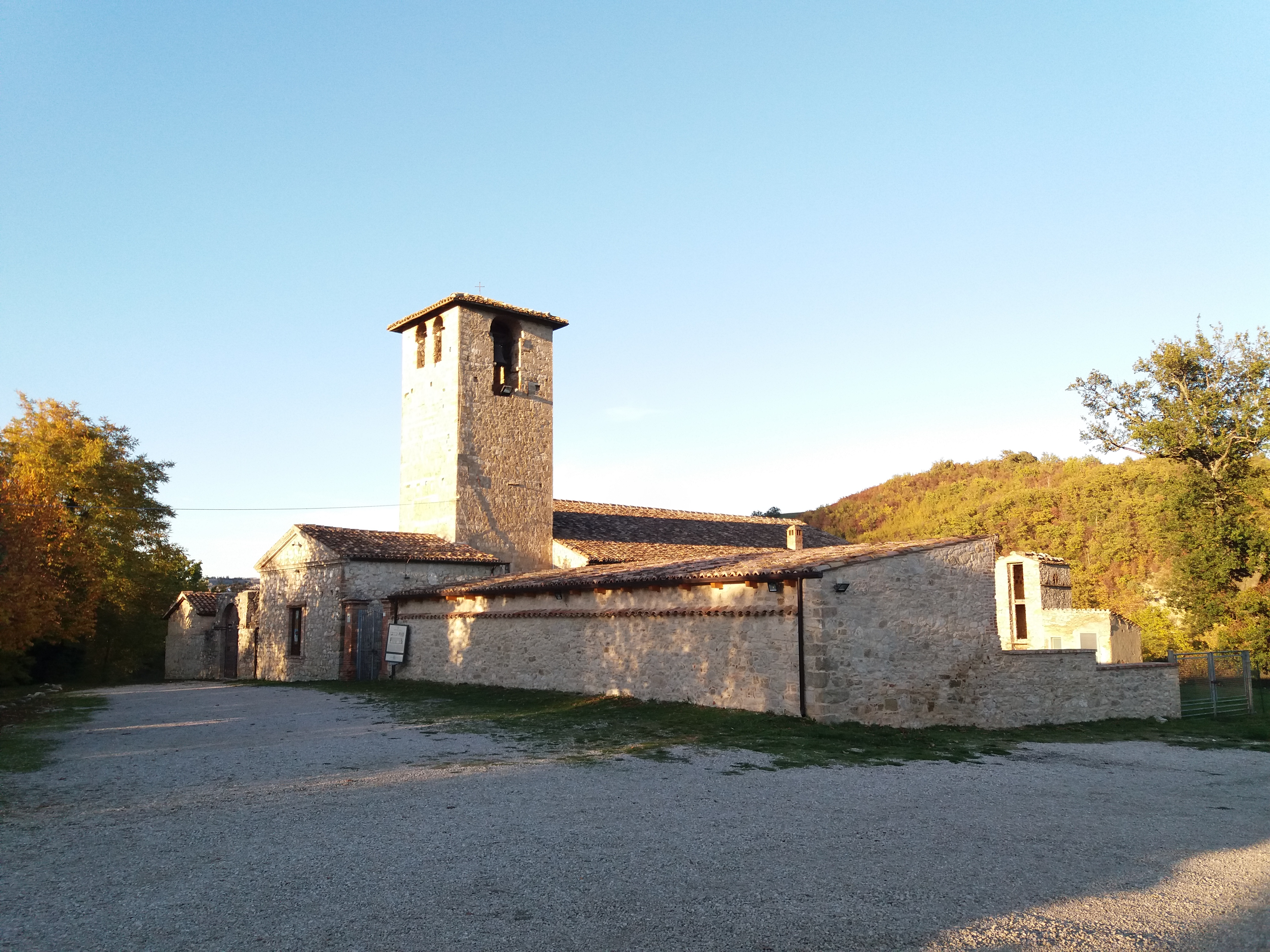
Vista della chiesa

La costruzione della chiesa si fa risalire all'VIII secolo e fa parte di un antico monastero benedettino, ma venne profondamente restaurata nel XIII secolo.
Un intervento di restauro effettuato negli anni Sessanta ha riportato la chiesa all'aspetto medievale con rimozione dell'intonaco interno e al recupero dell'abside destra. Due transenne di finestra di origine altomedievale sono oggi esposte presso il Museo nazionale d'Abruzzo.

## Architettura
L'architettura originale della chiesa era presumibilmente a tre navate e con un unico abside con la facciata che dava su un atrio delimitato da un'arcata a sesto acuto. Il presbiterio è rialzato su una cripta che termina in tre absidi. I pilastri che separano le navate sono di sezione rettangolare più uno a forma a L cui è addossata una lesena. I due archi iniziali della navata sono a sesto acuto, mentre il successivo e quello sul presbiterio sono a tutto sesto. Le tre absidi e l'arco presbiteriale risalgono tra la fine del XI e l'inizio del XII secolo.

## Interni
Gli interni della chiesa erano decorati con dipinti, dei quali rimangono solo pochi frammenti. La lunetta interna del portale presenta una Madonna che sostiene il Cristo morto risalente al 1499. Quattrocentesco è invece l'affresco raffigurante Sant'Onofrio, mentre della fine del Duecento è la Madonna con Bambino sul primo pilastro a destra.
Nell'abside della navata destra sono esposte sculture lignee dipinte di San Pietro, San Paolo, un gruppo di due angioletti e la Madonna con Bambino, che riporta sulla pedana un'iscrizione datata 1600. Lungo la parete perimetrale della navata si trova il fronte di un sarcofago romano risalente al IV secolo d.C.